# Szandi
Alexandra Pintácsi Réka, também conhecida como Szandi (Budapeste, 7 de julho de 1977), é uma cantora húngara de música pop. Ela recebeu reconhecimento através de seu primeiro álbum "Kicsi lány" e, mais tarde, ficou novamente conhecida pelos seus singles "Yodeling's On The Scene" e "You Never Know", ambos obtiveram sucesso na Europa e foram incluídos nos álbuns de compilação da Dancemania. Szandi já lançou mais de 18 álbuns desde 1989, em muitos gêneros diferentes, e estes incluem rock'n'roll, europop, dance-pop e eurodance.
Szandi foi descoberta por Miklós Fenyő, um proeminente artista húngaro de rock and roll a quem ela foi apresentada por sua irmã mais velha Viki (também uma cantora). Ela estreou como cantora aos 13 anos de idade quando lançou seu primeiro álbum Kicsi Lány ("Menininha") em 1989. O álbum obteve mais 270.000 cópias dentro de semanas e a fez o artista mais jovem da Hungria com um recorde de platina.
Em 1999, szandi se casou com músico Csaba Bogdán, que agora é seu gerente e o compositor principal de seus álbuns. Eles se conheceram quando Szandi tinha 16 anos de idade e Csaba tinha 32 anos, e seus pais não aprovaram seu relacionamento com o mesmo, mas quando ela completou 18 anos, ela então decidiu se casar com Csaba. Eles têm três filhos, uma filha chamada Blanka e dois filhos, Domonkos e Csaba. Szandi é praticante cristã, ela foi batizada e tornou-se religiosa quando tinha 12 anos.

## Discografia

### Álbuns
- "Kicsi lány" (1989)
- "Tinédzser l'amour" (1990)
- "Szerelmes szívek" (1991)
- "Aranyos" - [Álbum de compilação das músicas mais famosas de seus três primeiros álbuns; O título é uma palavra de jogo nas palavras húngaras para "fofo" e "ouro"] (1991)
- "I Love You Baby" (1992)
- "Szandi" [nesse álbum, Szandi realiza suas versões de músicas clássicas dos anos 60 com letras húngaras] (1993)
- "Tizennyolc" (1994)
- "Szan-di-li" (1995)
- "Bumeráng party" (1996)
- "Dancing Flame" [único álbum em língua inglesa de Szandi] (1997)
- "Azok a szép napok" [esse álbum conta com novas versões de antigos clássicos húngaros dos anos 60 e 70] (1998)
- "Kedvenc Dalaim" [outro álbum de covers com músicas húngaras e estrangeiras] (1999)
- "Dúdold a szív dallamát" (2000)
- "Minden percem a szerelemé" (2001)
- "Egyszer az életben" (2003)
- "Tárd ki a szíved" (2005)
- "Best of Szandi Remix" (2006)
- "Rabold el a szívemet!" (2009)